# بيلي هيل
بيلي هيل (بالإنجليزية: Billy Hill)‏ (6 يناير 1936 بشفيلد في المملكة المتحدة - ) هو لاعب كرة قدم بريطاني في مركز جناح ‏. لعب مع نادي يورك سيتي ونادي سكاربورو وماتلوك تاون ‏ وRawmarsh Welfare F.C. ‏.